# 박준하
박준하(1966년 7월 17일 ~ )는 대한민국의 싱어송라이터, 음악 프로듀서이다.

## 생애
1985년 본명 박태호로 언더그라운드 라이브 클럽에서 가수로 데뷔했다. 7년 뒤인 1992년에 박준하라는 예명으로 《지금까지와는 달라》라는 곡이 수록된 1집 음반으로 정식 데뷔했다. 같은 해 1집 수록곡인 《너를 처음 만난 그 때》가 MBC 문화방송 드라마 《무동이네 집》에 OST로 삽입되며 인기를 얻었다. 이후 1994년을 기하여 본명을 박태호에서 가수 예명이었던 박준하로 본명 자체를 개명하였다.
2000년 발표한 3집 음반에서는 록 밴드 부활의 기타리스트 김태원이 음반 프로듀서를 맡아 화제가 된 바 있다. 2002년 4월 14일 방송된 KBS 2TV TV는 사랑을 싣고에 출연하여 <나의 존경스러운 한분>에 출연하여 불광중학교 시절 교장선생님께서 벌을 받아 교실이 아닌 1개월 간 수업을 하게 되어 나오게 되었다.
1995년과 2005년에 대마초 사건으로 두 차례 구속된 전과가 있다.

## 인간 관계
같은 세대 팝 발라드 가수들인 박정운, 오석준, 조정현, 최용준, 김민우, 박정수와 절친한 친구이다. 2022년 9월 17일 박정운이 간경변으로 타계했을 때, 박준하가 박정운의 부고를 전했다.

## 학력
- 불광중학교
- 명지고등학교
- 총신대학교 선교학과 (중퇴)